# Apoliza

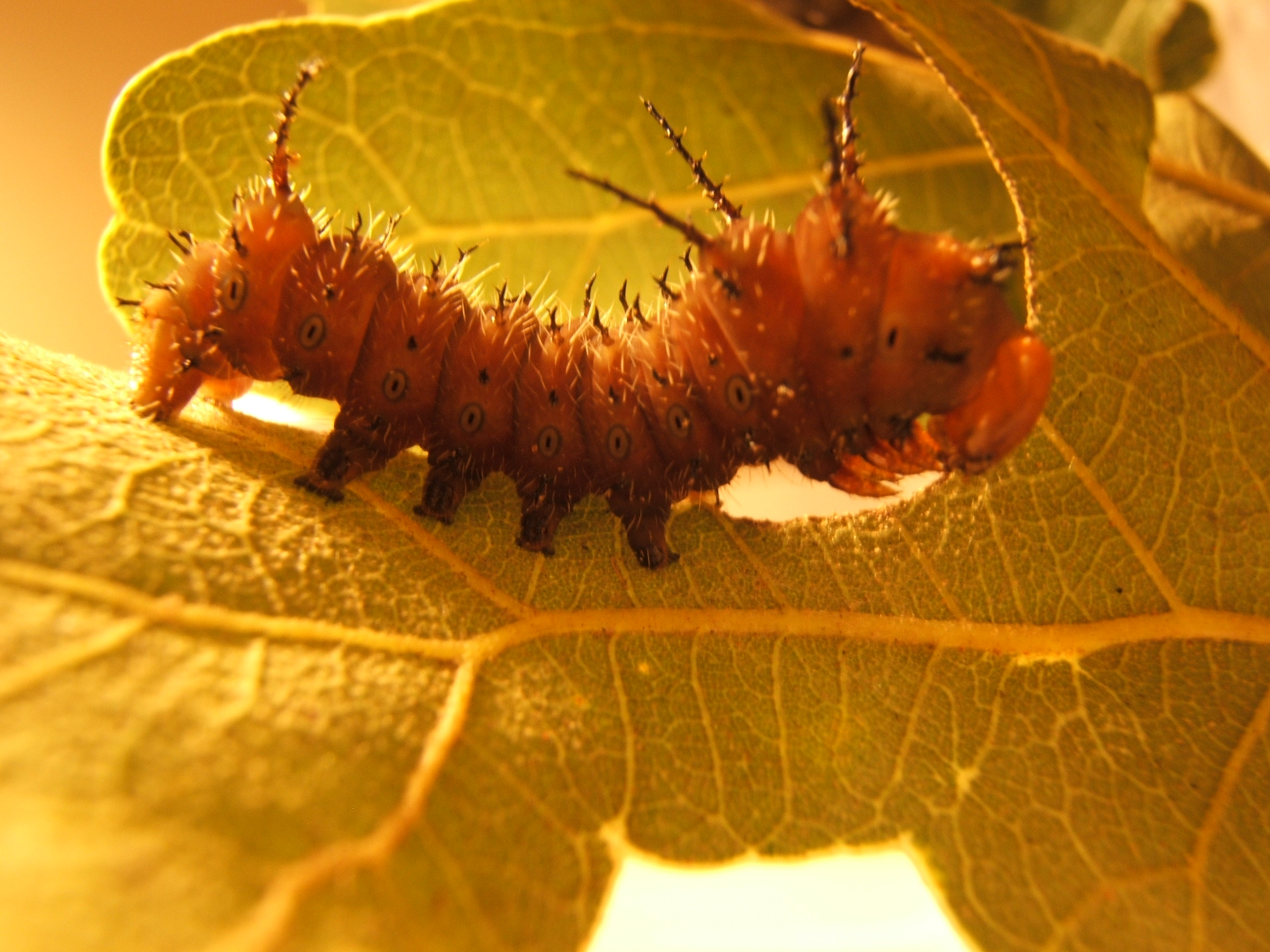
Gąsienica Eacles imperialis w trakcie apolizy

Apoliza (stgr. ἀπόλυσις   „uwolnienie”) to oddzielenie oskórka od naskórka u stawonogów i grup pokrewnych (klad wylinkowców). Ponieważ oskórek tych zwierząt jest jednocześnie szkieletem ciała i jest nieelastyczny, to kiedy zwierzę rośnie, zrzuca go i tworzy nowy o większych wymiarach. Podczas tego procesu stawonogi na pewien czas pozostają w stanie uśpienia. Na zewnątrz wydzielane są enzymy, aby strawić wewnętrzne warstwy istniejącego oskórka, oddzielając powłoki ciała od zewnętrznej warstwy pancerzyka. Pozwala to na rozwój nowego oskórka bez narażania go na działanie czynników środowiskowych.
Po apolizie następuje wylinka. Wylinka jest właściwym pojawieniem się stawonoga w środowisku i zawsze następuje bezpośrednio po apolizie. Wyliniałe zwierzę twardnieje i kontynuuje swój cykl życiowy.